# Церква святого Димитрія (Красносільці)
Церква святого Димитрія в Краснопільцях — парафія і храм греко-католицької громади Збаразького деканату Тернопільсько-Зборівської архієпархії Української греко-католицької церкви в селі Красносільці Тернопільського району Тернопільської области.

## Історія церкви
Релігійна громада в селі існувала ще з XVI століття, будучи під податковою юрисдикцією Київської православної митрополії. Сучасний храм, збудований за кошти парафіян у 1878 році, освятив о. Іван Бохенський, і він був присвячений святому Димитрію. Оздобленням церкви у 1884 році займався художник Корнило Устиянович, а розпис у 1955 році виконав Йосип Кух.
Парафія і храм були греко-католицькими до 1946 року і знову повернулися в лоно УГКЦ у 1990 році. У проміжний період з 1946 по 1990 рік вони перебували в підпорядкуванні РПЦ.
На парафії діють Марійська і Вівтарна дружини та спільнота «Матері в молитві». На території церкви розташовані два ювілейні хрести (на честь 950-річчя та 1000-ліття Хрещення Київської Русі), пам'ятник Борцям за волю України, символічна могила Українським Січовим Стрільцям, фігура на честь скасування панщини та хрест тверезості. У власності громади є парафіяльний будинок.

## Парохи
- о. Андрій Герасимович,
- о. Іван Бохенський,
- о. Степан Карпович,
- о. Григорій Алиськевич,
- о. Дмитро Сеньківський,
- о. Володимир Склепкович,
- о. Іван Повозарчук,
- о. Володимир Хомкович (1990—1997),
- о. Йосип Янішевський,
- о. Василь Шайда,
- о. Михайло Коцькович,
- о. Григорій Єднорович,
- о. Іван Рудий,
- о. Олег Яриш (з 2000).